# Мадам де Саверн
«Мадам де Саверн» (нем. Frau von Savern) — новелла Ахима фон Арнима, впервые изданная в 1817 году в журнале «Der Gesellschafter oder Blätter für Geist und Herz».

## Сюжет
Мадам де Саверн, вдова из Авиньона и уроженка Франции чтит короля Людовика XVI, несмотря на повсеместно распространенное в её время неуважение к его особе. Саверн настолько любит короля, что даже хранит у себя его бюст, а однажды решается поехать в Париж и увидеть его воочию. Несмотря на протесты своего духовника, Саверн отправляется в путешествие, в котором она с самого начала встречается с непониманием и даже насмешками, как только ей стоит прилюдно с восторгом отозваться о Людовике. Вдове не удается увидеть короля, так как ей мешает толпа, а в довершение всего уродливый господин, напомнивший Саверн щелкунчика, хватает её, и, представившись судьей, обвиняет в сумасшествии — уж слишком горячо она признавалась в верности королю, что казалось другим людям совершенно ненормальным. Вдову отправляют на принудительное лечение к психиатру, а через несколько дней судья признается в том, что может выписать её из больницы при условии, что она выйдет за него замуж. Приехав в родной Авиньон, Саверн направляются к духовнику, придумавшему план спасения вдовы. В итоге женитьба оборачивается наказанием глупого судьи и его друга-психиатра, а Саверн выходит замуж за молодого офицера, друга духовника.